# Gilly-lès-Cîteaux
Gilly-lès-Cîteaux – miejscowość i gmina we Francji, w regionie Burgundia-Franche-Comté, w departamencie Côte-d’Or.
Według danych na rok 1990 gminę zamieszkiwało 517 osób, a gęstość zaludnienia wynosiła 47 osób/km² (wśród 2044 gmin Burgundii Gilly-lès-Cîteaux plasuje się na 445. miejscu pod względem liczby ludności, natomiast pod względem powierzchni na miejscu 863.).